# Thaumetopoea processionea
La procesionaria del roble (Thaumetopoea processionea) es una polilla cuyas orugas se pueden encontrar en bosques de robles. Pueden resultar un problema para los humanos debido a sus pelos urticantes, que pueden causar irritación de la piel y asma.

## Distribución
Estas polillas están ampliamente distribuidas en el centro y sur de Europa, y ocasionalmente se presentan tan al norte que llegan a Suecia. En los países del sur de Europa, las poblaciones están controladas por depredadores naturales, pero estos depredadores no existen en el norte de Europa. Su hábitat se está expandiendo hacia el norte, posiblemente o en parte como resultado del calentamiento global. La polilla ahora tiene una población establecida en el Reino Unido.

## Descripción

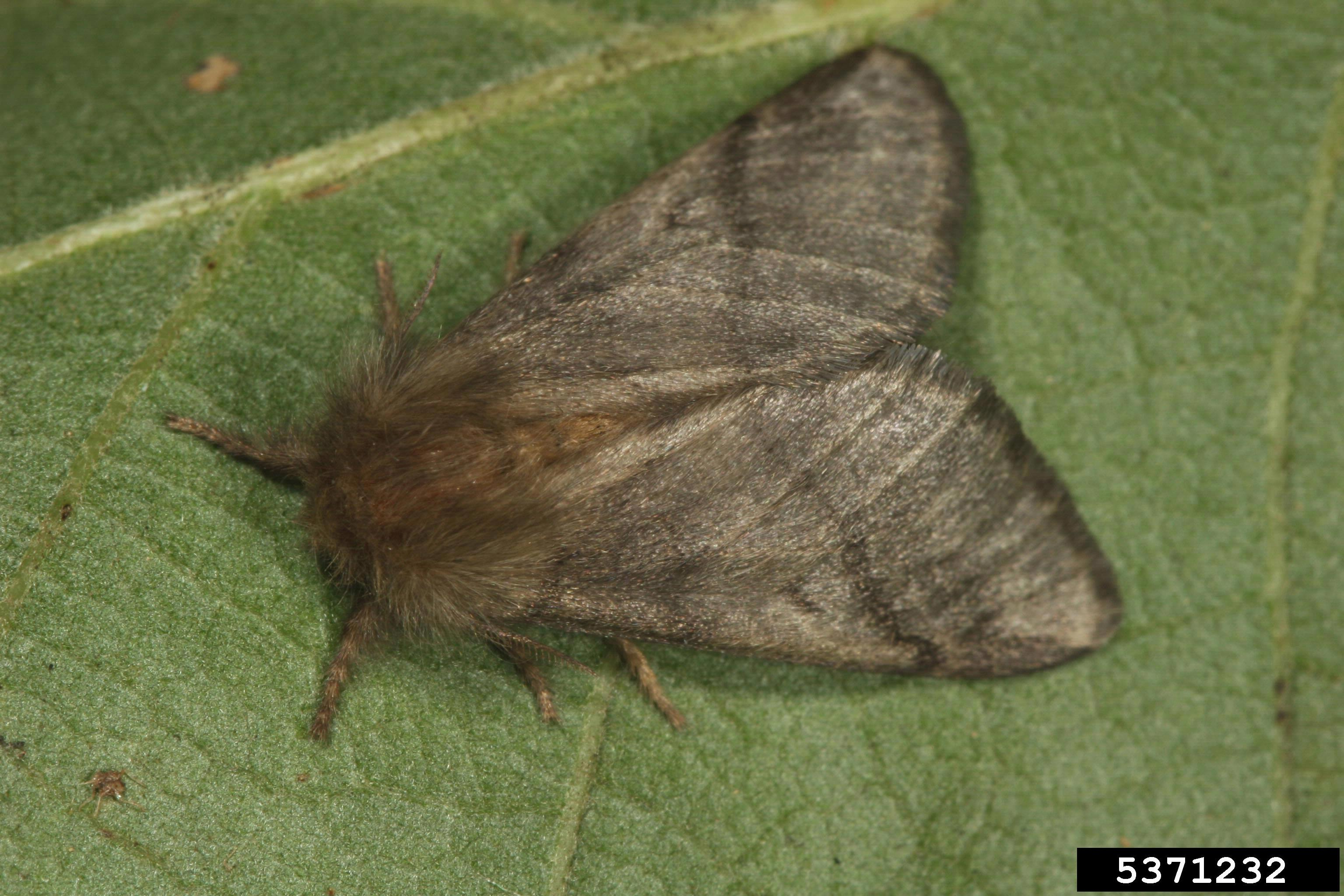
Imago (etapa adulta)

La envergadura de las polillas adultas es de entre 25 y 35 milímetros (0,98 y 1,38 pulgadas). Su patrón que varia entre bronceado, marrón y blanco hace que los adultos sean difíciles de ver entre la corteza de roble. Los adultos vuelan durante julio y agosto. Las larvas construyen nidos comunales de seda blanca desde las cuales se arrastran por la noche en fila india, de la cabeza a la cola en grandes procesiones para alimentarse del follaje en las copas de los árboles, volviendo de la misma manera.
El roble es su planta nutricia preferida, pero la polilla también come las hojas de avellano , carpe , castaño dulce, abedul y haya.

## Plaga

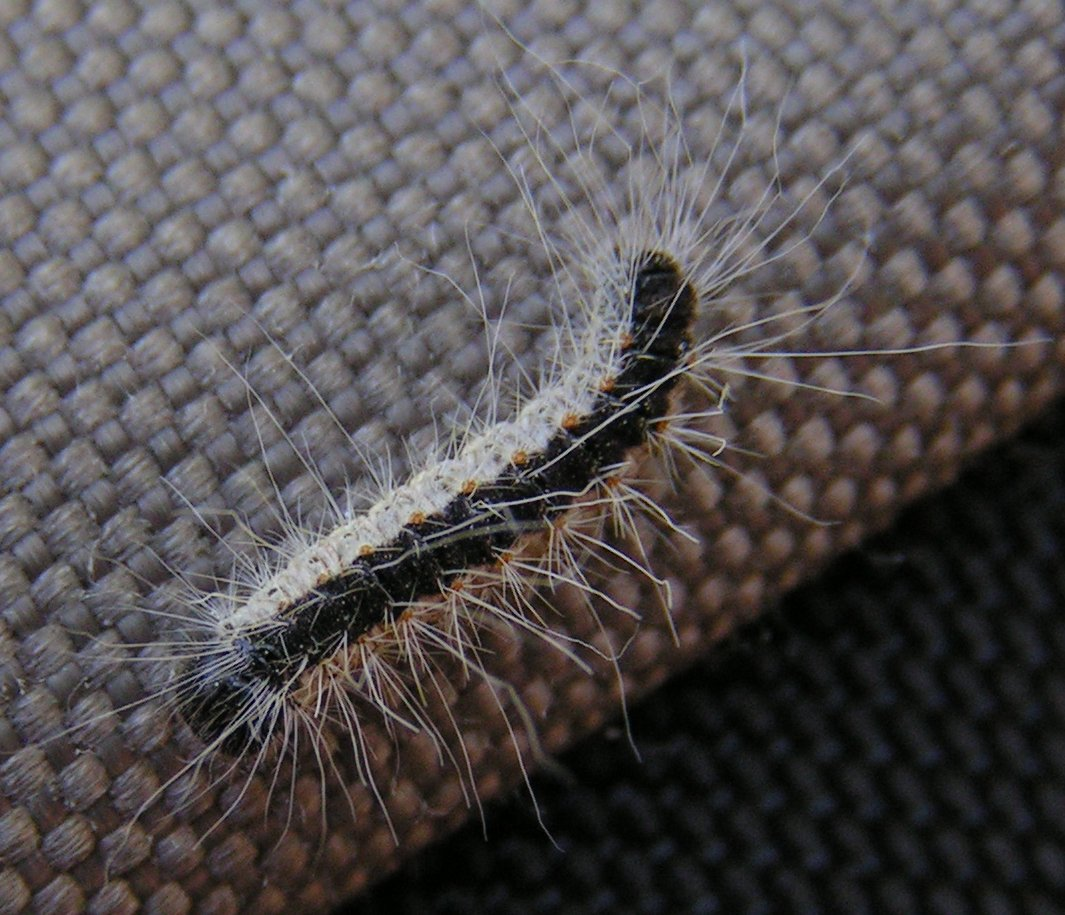

Las polillas representan una amenaza creciente para los humanos a medida que su rango se extiende. Las orugas de los estadios 3 a 6 están cubiertas con hasta 63 000 cerdas defensivas puntiagudas que contienen una toxina urticante. Las setas se desprenden fácilmente y se transportan con el aire, entre las reacciones está una erupción papular, prurito, conjuntivitis y, si se inhala, faringitis y dificultad respiratoria, incluyendo asma o incluso anafilaxia. Sin embargo, no se conocen muertes relacionadas o causadas por estas polillas.
Con respecto al mantenimiento del césped, las técnicas normales de eliminación de corte de césped pueden poner al individuo en contacto con estos pelos. Una alternativa es adoptar una técnica de acolchado de césped para reducir el posible contacto y, además, acelerar la descomposición biológica de los pelos irritantes en el suelo.

## Control

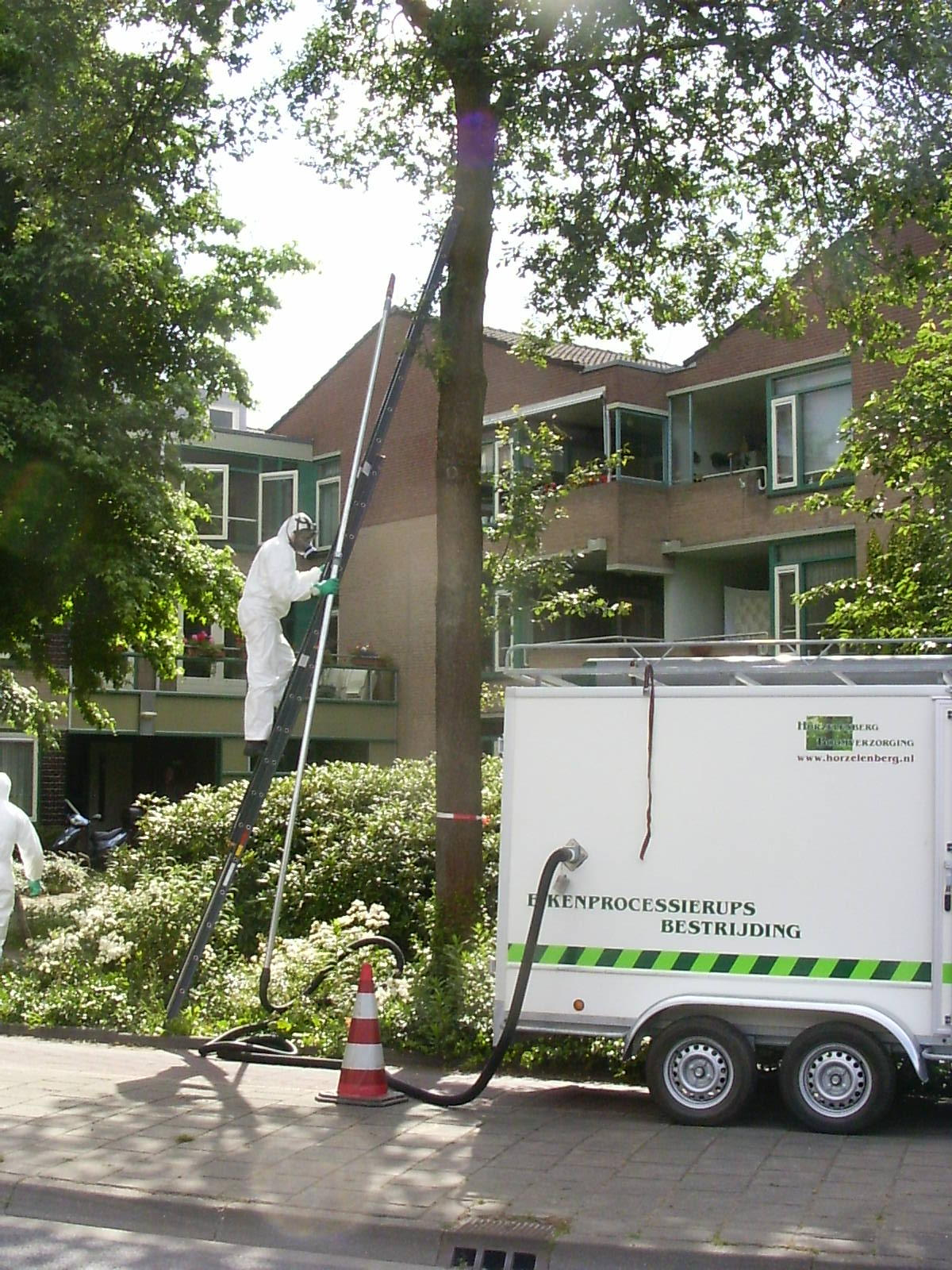
Control de plagas

## Inglaterra
Las infestaciones de esta oruga se encontraron por primera vez en varios lugares de Londres en 2006. Se le ha pedido al público en general que se cuide de estas orugas e informe sobre su presencia, en lugar de tratarlas por sí mismas. Los distritos londinenses de Brent , Ealing , Hounslow y Richmond upon Thames han establecido grupos de trabajo para enfrentar los brotes. Los avistamientos de estas orugas en otras áreas deben ser informados a la Comisión Forestal. La agencia de investigación de la Comisión Forestal ha emitido directrices sobre la forma de contener brotes y tratar infestaciones, para no aumentar el riesgo para el público.
El 31 de marzo de 2008, una enmienda de emergencia añadió la polilla en la lista de plagas de The Plant Health (Forestry) Order 2005, y ha exigido que todos los robles que ingresen al Reino Unido provenientes del resto de Europa tengan pasaporte fitosanitario.
En 2013, la Comisión Forestal anunció que se desplegarían helicópteros en donde las orugas representaban una amenaza para la salud.

## Bélgica
En 2007, las infestaciones en la provincia belga de Limburg fueron tan graves que se desplegaron soldados para quemar la plaga.